# Hoplitis daniana
Hoplitis daniana är en biart som först beskrevs av Mavromoustakis 1949.  Hoplitis daniana ingår i släktet gnagbin, och familjen buksamlarbin. Inga underarter finns listade i Catalogue of Life.